# 雁崖街道
雁崖街道，是中华人民共和国山西省大同市云冈区下辖的一个乡镇级行政单位。2021年3月，撤销雁崖街道，原雁崖街道的行政区域为鸦儿崖乡的行政区域。

## 行政区划
雁崖街道下辖以下地区：
雁西街社区、雁东街社区和长胜里社区。